# Romeo Castellucci
Pour les articles homonymes, voir Castellucci.
Romeo Castellucci, né le 4 août 1960 à Cesena, est un homme de théâtre et plasticien italien. Personnalité du théâtre d'avant-garde en Europe à partir des années 1990, il a créé et mis en scène des dizaines de spectacles y intervenant en tant qu'auteur, metteur en scène, scénographe, créateur de l'éclairage, du son et des costumes.

## Biographie
(décembre 2024).
Romeo Castellucci naît en 1960 à Cesena. Diplômé des beaux-arts en scénographie et en peinture à l'issue de ses études à Bologne, Romeo Castellucci fonde en 1981, avec sa sœur Claudia et Chiara Guidi, à Cesena, en Émilie-Romagne la Socìetas Raffaello Sanzio (it), considérée comme « expérimentale », qui s’appuie sur la conception d'un théâtre intense, d'une forme d’art réunissant toutes les expressions artistiques et s'est affirmée, à partir du milieu des années 1980 et surtout dans les années 1990 en Italie et en Europe, comme l'une des composantes les plus radicales du théâtre italien contemporain.
S'inscrivant dans la continuité du « théâtre de la cruauté » imaginé par Antonin Artaud, les spectacles de la Socìetas Raffaello Sanzio sont des spectacles dits « de théâtre » dans lesquels le texte s’efface souvent au profit de l'image et des sons, traités et proposés dans leurs aspects les plus radicaux et exacerbés. Leurs propositions théâtrales mêlent l'artisanat théâtral d'antan à des techniques de pointe et allient des trouvailles visuelles, sonores et même olfactives, pour créer des spectacles d'où la place du texte tend à s'estomper face à celles des corps. D'une esthétique parfois outrancière, mais toujours maîtrisée, ces spectacles peuvent difficilement être comparés à autre chose qu'eux-mêmes et, par leur côté provocateur, ne laissent jamais les spectateurs indifférents,. 
En janvier 2002, Romeo Castellucci lance un vaste projet intitulé Tragedia Endogonidia. Il s'agit d'un système de représentation ouvert dans lequel la pièce se transforme au fil du temps et selon le parcours géographique et les lieux où elle est présentée. À chaque stade de sa transformation, le titre de la pièce intègre un numéro d'ordre, le nom de la ville traversée, et le qualificatif d'« épisode ». Dans ce projet, comportant onze épisodes, créés jusqu'en 2004 notamment à Cesena, Avignon, Berlin, Bruxelles, Paris, Londres, Rome ou Marseille, Romeo Castellucci s'interroge sur les conditions de la tragédie contemporaine, à travers la situation du spectateur, et met en scène des thèmes comme l'anonymat des personnages, l'alphabet, la loi, l'âpreté du rêve et la ville.
En 2003, il est nommé directeur de la section « théâtre » de la 37e édition de la Biennale de Venise (2005), dont le titre était « Pompéi, le roman des cendres ». Dans sa programmation, il a cherché à faire ressortir un art dramatique souterrain, enfoui sous les cendres, et à favoriser un art essentiellement plastique, où le texte même prend valeur matérielle.
En France, Romeo Castellucci vient pour la première fois au festival d'Avignon en 1998 avec Giulio Cesare d'après Shakespeare. Les années suivantes, il y est à nouveau invité avec Voyage au bout de la nuit, un « concerto » d'après Céline (1999), Genesi (2000). Par la suite, le festival d'Avignon accueille le second « épisode » de la Tragedia Endogonidia avec A.#02 Avignon en 2001 avant de reprendre les deux  « épisodes » suivants B.#03 Berlin et Br.#04 Bruxelles en 2005. Il présente encore Hey girl ! en 2007. 
En 2008 Romeo Castellucci est « artiste associé » du festival d'Avignon et il crée trois pièces inspirées par La Divine Comédie de Dante : Inferno dans la cour d'honneur du Palais des papes, Purgatorio à Châteaublanc et Paradiso à l'église des Célestins. 
Toujours, en 2008, il propose une performance intitulée Storia dell’Africa contemporanea Vol. III, créée dans le courant de l'été à Cesena, en Italie, dans laquelle il se met lui-même en scène de façon radicale dans un rituel terriblement humain, qui sera ensuite présentée notamment en mai 2009, lors du Kunstenfestivaldesarts à Bruxelles, en Belgique, puis en novembre au festival Mettre en scène, organisé par le Théâtre national de Bretagne, en France.
En 2011, sa pièce Sul concetto di volto nel figlio di Dio (Sur le concept du visage du fils de Dieu), présentée au festival d'Avignon au mois de juillet 2011, met en scène un homme jetant des excréments sur une monumentale peinture de fond de scène d'Antonello de Messine représentant le visage  du Christ. Jugée « blasphématoire » par des mouvements intégristes catholiques, elle occasionne, à l'automne 2011, des manifestations devant le Théâtre de la Ville à Paris où elle est représentée, marquées par plusieurs débordements et arrestations. Les manifestants, souvent membres d'associations religieuses, essaient d'empêcher la représentation de la pièce en argumentant que la « démarche [de l'auteur est] profondément contestable sur les plans moral et esthétique. »
Les 10 et 11 avril 2018, une scène comportant neuf enfants âgés de 7 à 13 ans a été coupée de la représentation de la pièce Sur le concept du visage du fils de Dieu, donnée au théâtre Les Quinconces-L’Espal du Mans. Dans la scène supprimée à cause d'un arrêté préfectoral, les enfants sortent des jouets en forme de grenade pour les jeter sur le tableau du visage christique.

## Prix Europe pour le Théâtre - Premio Europa per il Teatro
En 2000, il a reçu le VIème Prix Europe Réalités Théâtrales, avec Chiara Guidi, décerné à la Socìetas Raffaello Sanzio avec cette motivation :
En vingt ans de travail dans le domaine des arts visuels, La Societas Raffaello Sanzio est parvenue – en passant d’une expérience provocatrice de jeu à l’invention d’une langue, du théâtre iconoclaste à la récupération d’une tradition sumérienne imaginaire – à la pleine maturité et à devenir le chef de file d’un nouveau théâtre à travers la confrontation avec les grands textes. Fondée par deux couples de frères de la ville de Cesena – les Castellucci et les Guidi –, la Societas est restée fidèle à sa nature de groupe tribal, mettant en scène les mères, les tantes, les enfants, les animaux. Parallèlement, la compagnie a découvert une deuxième vocation : les cours de théâtre destinés aux acteurs débutants et aux enfants. La Societas a d’ailleurs mis en scène pour le public enfantin une série de contes de fée présentés dans une optique totalement démystifiante. Mais c’est le processus de réinvention des classiques, basé sur une communication d’énergie, qui a permis à cette Compagnie de présenter ses spectacles dans les festivals du monde entier. Partant d’un Hamlet autiste, en proie à sa physicité animale, dans un contexte mécanisé, le groupe de Romeo Castellucci s’est ensuite tourné vers la lecture radicale d’un autre Shakespeare – fondée sur une corporéité qui n’exclut pas la maladie – pour parvenir enfin à la vision cosmique de deux imposants triptyques : L’Orestée, à la force immaginaire et créatrice, et la Genèse, recréation mémorable, sorte d’autoanalyse du travail sur-humain de l’artiste et de réflexion sur l’histoire de l’homme et le devenir de la science au sein du mystérieux rapport entre le bien et le mal. Cela a permis de déboucher sur une conception de moins en moins verbale et de plus en plus visuelle du théâtre. Un théâtre parcouru par une sorte d’étincelle électrique, où la quête des sons joue un rôle déterminant dans l’impact émotionnel produit chez le spectateur.

## Théâtre
- 1981 : Cenno
- 1981 : Diade incontro a monade
- 1981 : Persia-Mondo
- 1982 : Popolo Zuppo
- 1983 : I fuoriclasse della bontà
- 1983 : Oratoria n.1: Rimpatriata Artistica
- 1984 : Oratoria n.2. Raptus
- 1984 : Oratoria n.3: Interferon
- 1984 : Kaputt necropolis
- 1985 : Glory glory, alleluja
- 1986 : Santa Sofia. Teatro Khmer
- 1986 : Oratoria n.4: Tohu Wa Bohu (Apparenze pre-mondiali)
- 1987 : I Miserabili
- 1987 : Oratoria n.5: Sono consapevole dell’odio che tu nutri per me
- 1988 : Alla bellezza tanto antica (1988)
- 1988 : Il gran reame dell’adolescenza [La cripta degli adolescenti, L’adolescente sulla torre d’avorio, Oratoria n.5.: Sono consapevole dell’odio che tu nutri per me]
- 1989 : La discesa Di Inanna
- 1990 : Gilgamesh
- 1990 : Iside e Osiride
- 1991 : Ahura Mazda
- 1992 : Amleto. La veemente esteriorità della morte di un mollusco d'après William Shakespeare
- 1992 : Le favole di Esopo
- 1993 : Masoch. I trionfi del teatro come potenza passiva, colpa e sconfitta
- 1993 : Hänsel e Gretel
- 1993 : Lucifero. Quanto più una parola è vecchia tanto più va a fondo
- 1993 : Oratoria n.6: con evidenza per coloro che intendono
- 1994 : Persona
- 1994 : Festa plebea con Oratoria n.7: anche il peggiore può parlare, ma non deve farlo per me
- 1994 : Le fatiche di Ercole
- 1995 : Orestea (una commedia organica?) d'après Eschyle
- 1995 : Buchettino
- 1996 : Pelle d'asino
- 1997 : Giulio Cesare d'après William Shakespeare
- 1999 : Genesi, from the museum of sleep
- 1999 : Voyage au bout de la nuit d'après Louis-Ferdinand Céline
- 2000 : Il Combattimento d'après Claudio Monteverdi
- 2002-2004 : Tragedia Endogonidia
  - Épisodes de la Tragedia Endogonidia : 
    - C.#01 Cesena (Socìetas Raffaello Sanzio, 25-26 janvier 2002)
    - A.#02 Avignon (Festival d'Avignon, 7-16 juillet 2002)
    - B.#03 Berlin (Hebbel Theater, 15-18 janvier 2003)
    - Br.#04 Bruxelles (Kunsten Festival des Arts, 4-7 mai, 2003)
    - Bn.#05 Bergen (International Festival Norway, 22-25 mai, 2003)
    - P.#06 Paris (Odéon - Théâtre de l'Europe, avec le festival d'Automne, 18-31 octobre, 2003)
    - R.#07 Rome (Romaeuropafestival, 17-20 février, 2004)
    - S.#08 Strasbourg (Le Maillon, Théâtre de Strasbourg)
    - L.#09 Londres (LIFT, London International Festival of Theatre, 13-16 mai 2004)
    - M.#10 Marseille (Les Bernardines avec le Théâtre du Gymnase, 20-26 septembre, 2004)
    - C.#11 Cesena (Socìetas Raffaello Sanzio, 16-22 décembre, 2004)
- 2007 : Hey Girl!
- 2008 : Inferno Purgatorio Paradiso d'après Dante
- 2011 : Le voile noir du pasteur créé au Théâtre national de Bretagne
- 2011 : Sul concetto di volto nel figlio di Dio
- 2012 : The Four Seasons Restaurant, dans le cycle Le Voile noir du pasteur, créé au festival d'Avignon, 7-25 juillet 2012[13]
- 2012 : Folk, création in situ pour le Ruhr Triennale
- 2013 : Hyperion. Letters of a Terrorist, créé à la Schaubühne de Berlin
- 2013 : Schwanengesang D744, créé au festival d'Avignon
- 2013 : ETHICA I. De la nature et de l’origine de l’esprit
- 2014 : Le Sacre du Printemps
- 2014 : Go down, Moses
- 2014 : Giulio Cesare. Pezzi Staccati
- 2014 : Uso umano di essere umani
- 2015 : Oedipus der Tyrann, créé à la Schaubühne de Berlin
- 2015 : Le Metope del Partenone, créé pour Art Basel en Suisse
- 2015 : Orestie (une comédie organique ?), recréation 2015
- 2016 : The Minister's black veil
- 2017 : Democracy in America
- 2018 : La Vita Nuova
- 2020 : Il Terzo Reich
- 2021 : Bros
- 2024 : Bérénice de Racine avec Isabelle Huppert à Paris

## Opéras
- 2011 : Parsifal d'après Richard Wagner - Théâtre de la Monnaie
- 2014 : Orfeo ed Euridice d'après Christoph Willibald Gluck - Vienne - Wiener Festwochen
- 2014 : Orphée et Eurydice d'après Christoph Willibald Gluck version remaniée par Hector Berlioz - Théâtre de la Monnaie[14]
- 2014 : Neither d'après Morton Feldman / Samuel Beckett, création in situ pour le Ruhr Triennale
- 2015 : Moses und Aron d'Arnold Schönberg - Opéra de Paris
- 2016 : Passion selon saint Matthieu de Bach -  Deichtorhallen (en) à Hambourg
- 2017 : Jeanne au bûcher de Paul Claudel et Arthur Honegger - Opéra de Lyon
- 2017 : Tannhauser de Richard Wagner - Opéra de Bavière, retransmis en live sur ARTE le 9 juillet 2017[15]
- 2018 : La Flûte enchantée de Wolfgang Amadeus Mozart à la Monnaie de Bruxelles
- 2018 : Salomé de Richard Strauss au festival de Salzbourg
- 2019 : Requiem de Wolfgang Amadeus Mozart au festival international d'art lyrique d'Aix-en-Provence
- 2021 : Don Giovanni au festival de Salzbourg[16].

## Distinctions
- 1996 : Prix spécial UBU pour la Résistance, décerné à la suite de l'exclusion de la Socìetas Raffaello Sanzio de l’aide publique destinée au théâtre de recherche, par le ministère du Tourisme et du Spectacle de la République italienne
- 1997 : Prix Masque d’Or du meilleur spectacle étranger de l'année décerné à Orestea, Festival Théâtre des Amériques, Montréal, Québec
- 1997 : Prix UBU meilleur spectacle de l'année décerné à Giulio Cesare
- 2000 : Prix Europe Réalités Théâtrales, décerné à la Socìetas Raffaello Sanzio, Taormine
- 2000 : Prix UBU meilleur spectacle de l'année décerné à Genesi, from the museum of sleep
- 2000 : Prix meilleure production internationale décerné à Genesi, from the museum of sleep, Dublin, Dublin Theatre Festival
- Prix du syndicat de la critique 2001 : meilleur créateur d'élément scénique pour Genesi, from the museum of sleep
- 2004 : Prix spécial UBU, décerné pour le travail sur la Tragedia Endogonidia
- 2013 : Golden Lion for Lifetime Achievement de la Biennale de Venise

## Publications
- Claudia Castelluci, Il teatro della Societas Raffaello Sanzio : Dal teatro iconoclasta alla super-icona, Milan, Ubulibri, 1992  (ISBN 8-87748-119-6)
- Claudia et Romeo Castelluci, Les Pèlerins de la matière. Théorie et praxis du théâtre, trad. Karin Espinosa, Besançon, Les Solitaires intempestifs, 2001
- Romeo Castelluci, Chiara Guidi, Claudia Castelluci, Epopea della Polvere - Il Teatro della Societas Raffaello Sanzio 1992-1999. Amleto, Masoch, Orestea, Giulio Cesare, Genesi, Milan, Ubulibri, 2001
- Romeo Castelluci, To Carthage then I came, éd. Claire David, Arles, Actes Sud, 2002  (ISBN 2-74274-055-4)
- Romeo Castelluci, Epitaph, trad. Karin Espinosa, Besançon, Les Solitaires intempestifs, 2003